# Bandiera della Grande Londra
La Grande Londra non ha attualmente una bandiera per rappresentare la regione. Tuttavia, l'attuale Assemblea di Londra e gli organi precedenti hanno storicamente utilizzato molte bandiere e simboli.

## Storia

### Consiglio della Contea di Londra
Il Consiglio della Contea di Londra, creato nel 1889, ha ricevuto uno stemma nel 1914 e ha sventolato uno stendardo con queste armi su County Hall dal 1923 in poi. Le armi raffiguravano onde che rappresentano il fiume Tamigi, la bandiera dell'Inghilterra e un leone per indicare lo status di Londra come capitale dell'Inghilterra e del Regno Unito e una corona murale.

### Consiglio della Grande Londra
Il Consiglio della Contea di Londra è stato sostituito dal Consiglio della Grande Londra nel 1965 che copriva un'area più ampia. Al Consiglio della Grande Londra è stato successivamente concesso uno stemma e uno stendardo araldico. Queste armi contenevano elementi presi dalle armi dei corpi precedenti, onde prese dalle armi del Consiglio della Contea di Londra e una corona sassone presa dalle armi del Consiglio della contea del Middlesex.

### Autorità della Grande Londra
Il Consiglio della Grande Londra è stato abolito nel 1986 e la Grande Londra è rimasta senza un ente strategico di governo locale fino alla creazione dell'Autorità della Grande Londra nel 2000. Per i primi mesi della sua esistenza, l'Autorità della Grande Londra ha utilizzato un logo raffigurante una rappresentazione del corso del Tamigi contro un disco verde contenente anche il nome dell'autorità. Successivamente è stato sostituito da un marchio denominativo, creato dall'agenzia di design Appetite, composto dalla parola LONDON con le lettere LOND in blu e ON in rosso. Il 31 gennaio 2020, dopo la Brexit (dove i londinesi hanno votato contro), è stata inoltre issata una nuova bandiera, il disegno costituito da un campo bianco caricato con la parola "LONDON" dove le lettere "O" nella parola sono rappresentazioni del globo che mostra diversi emisferi e con la scritta "EVERYONE WELCOME" in più piccole lettere sottostanti. Il design si basa su una grafica della campagna originariamente lanciata nel 2016.  
Nel febbraio 2020, il membro dell'Assemblea di Londra e vicesindaco Tom Copley ha proposto una mozione che invita il sindaco di Londra a chiedere al College of Arms di trasferire le armi del Consiglio della Grande Londra all'Autorità della Grande Londra. La mozione ha ricevuto il sostegno unanime dei membri dell'assemblea, tuttavia il sindaco Sadiq Khan, pur sostenendo la richiesta in linea di principio, ha chiesto all'assemblea di considerare i costi sostenuti e di riconfermare la decisione il mese successivo.
Il presidente dell'Assemblea di Londra indossa il distintivo cerimoniale dell'ufficio che era precedentemente indossato dal presidente del Consiglio della Contea di Londra. Il distintivo, che raffigura lo stemma del Consiglio della Grande Londra e le lettere GLC, è realizzato in oro 18 ct con 29 diamanti, quattro grappoli di 8 piccole perle e una perla pendente.

Stemma del Consiglio della Contea di Londra (1914-1965)
Stemma del Consiglio della Grande Londra (1965-1986)
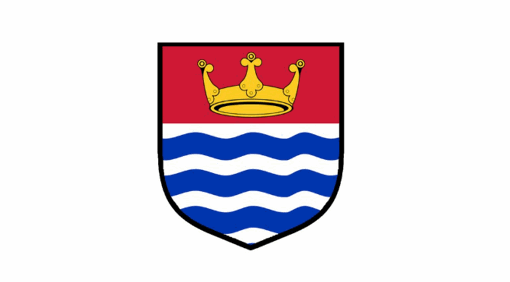
Bandiera del Consiglio della Grande Londra (1965-1986)
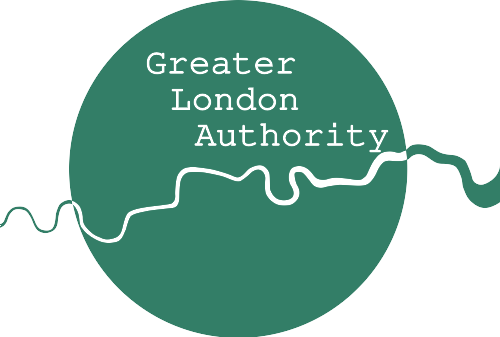
Ex logo dell'Autorità della Grande Londra (2000-2001)
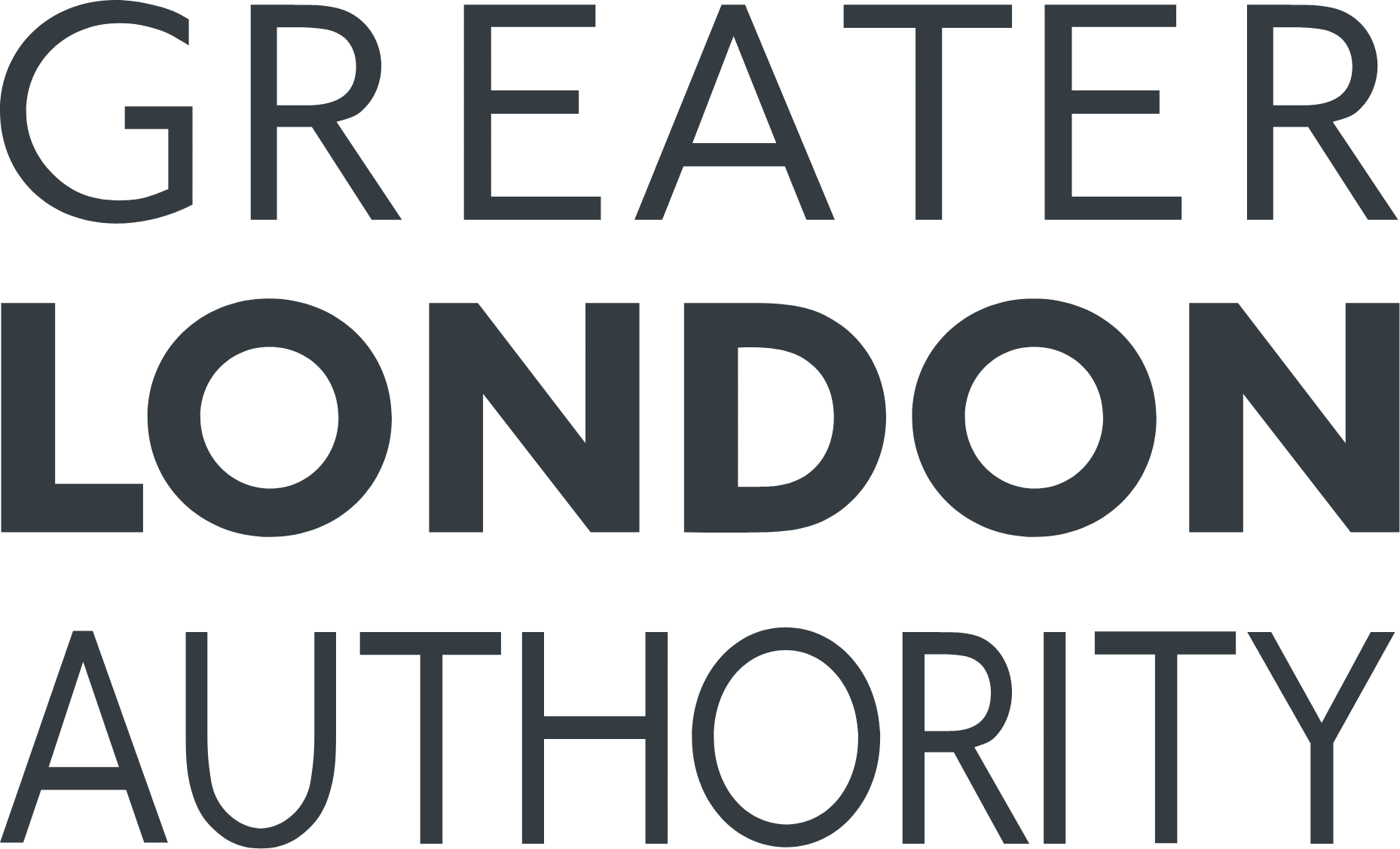
Attuale logo dell'Autorità della Grande Londra (2001–presente)
Bandiera sventolata fuori dall'Autorità della Grande Londra (2001-2020)
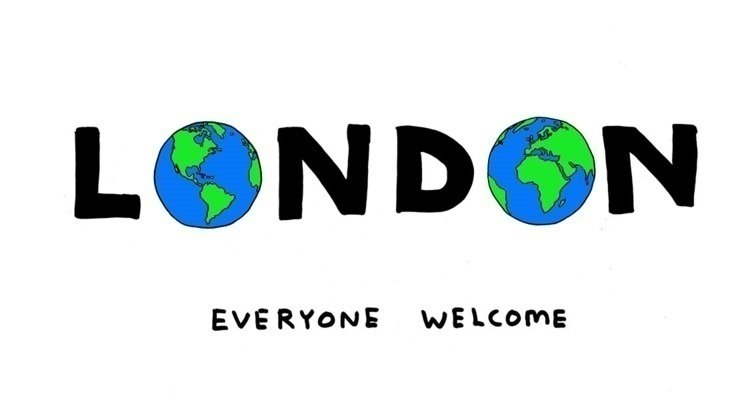
Bandiera sventolata fuori dall'Autorità della Grande Londra (2020-)
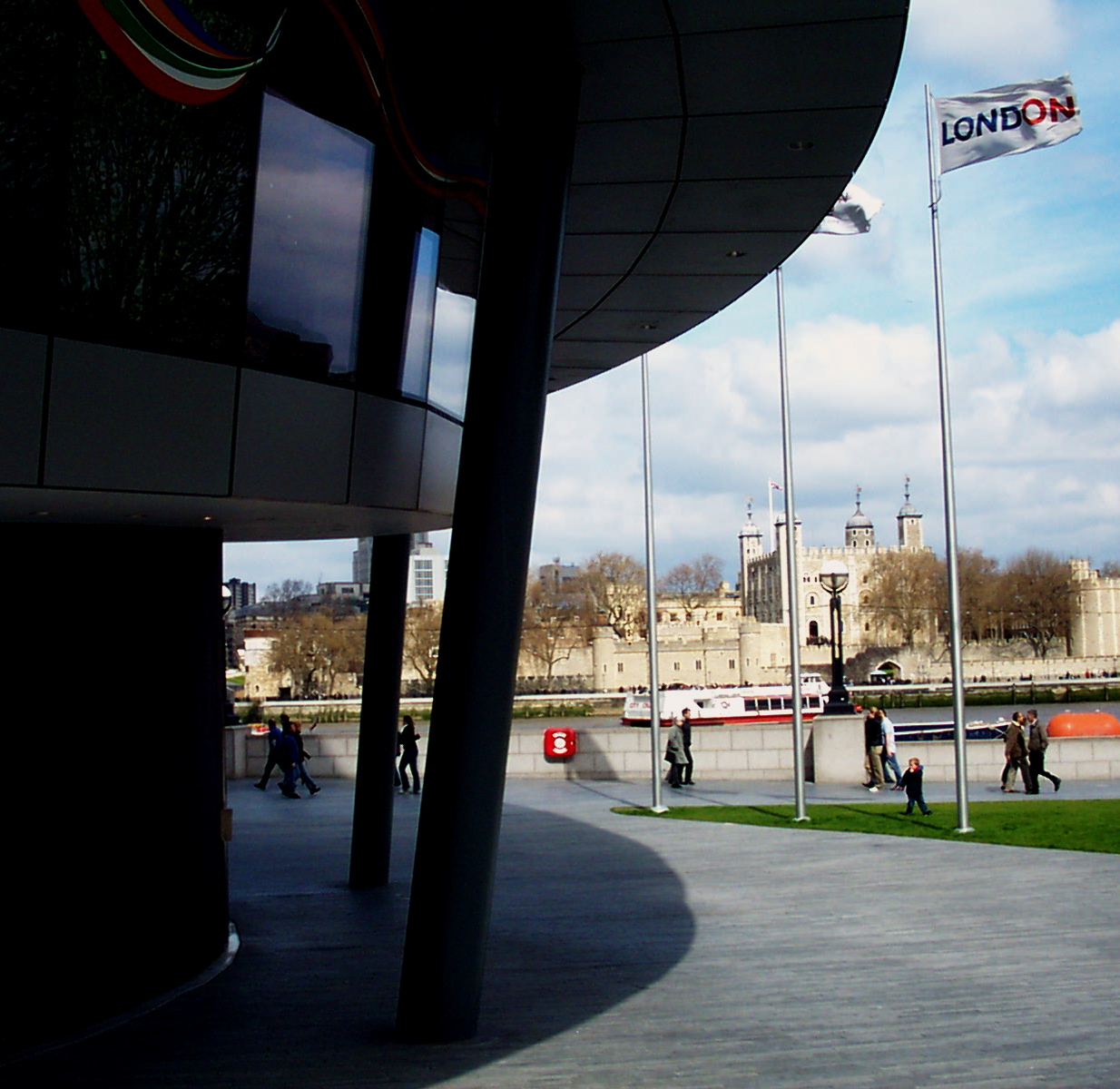
L'allora bandiera dell'Autorità della Grande Londra è stata issata alla City Hall nel 2005